# Miha Valič
Miha Valič (4 novembre 1978 - 5 octobre 2008) est un alpiniste slovène.

## Biographie
Il a participé à une dizaine d'expéditions au Yosemite, en Patagonie et dans l'Himalaya. Durant l'hiver 2007, il a été le premier à enchaîner, en 102 jours, les 82 sommets des Alpes de plus de 4 000 mètres d'altitude, avec 15 différents compagnons de cordée. Fort grimpeur, il a réussi des voies de niveau 8b+. En 2003 il a gravi en libre la voie Freerider (1 200 m, 5.12d/13a) à El Capitan dans la vallée de Yosemite, avec Matjaž Jeran. En 2004 il participe à la première ascension en style alpin de la voie Eternal Flame aux Tours de Trango avec Tomaž Jakofčič et Klemen Mali. Il meurt le 5 octobre 2008 à la descente du Cho Oyu.